# Épistémologie de la géographie
Cet article traite de l'épistémologie de la géographie : ses fondements, ses objets d'étude, ses démarches, ses outils.

## La Géographie vidalienne ou géographie classique française
La géographie classique française est également appelée géographie vidalienne, par référence à Paul Vidal de La Blache, « considéré comme le père de l'"École française de géographie" de la 1re moitié du XXe siècle ».
Cette géographie scientifique est née essentiellement du modèle de la géographie allemande de l'époque, héritière des naturalistes dont certains deviennent géographes au moment où ils s'intéressent à la relation homme-milieu. Elle se pense comme une science naturelle et se définit soit comme l'étude des relations homme-milieu avec comme concepts centraux le milieu, l'adaptation et le genre de vie, soit comme l'étude de la région, soit encore comme l'étude des paysages.

### Une démarche double: généralisation et induction
En prenant comme point de départ l'étude du singulier, la géographie s'affirme en tant que discipline idiographique. Cette discipline, fondée sur l'étude de cas particuliers, se présente comme une science encyclopédique issue de l'accumulation de connaissances, réputation qu'elle a encore très souvent. L'école de géographie française découle de ce modèle de construction scientifique. La démarche de son fondateur Vidal de la Blache a été exemplaire : chacun de ses élèves avait été chargé d'étudier une région « naturelle » et, lors de monographies réalisées sur des terrains d'étude de dimension réduite, d'en mettre en évidence les particularités.
Ce n'est que dans un second temps, par comparaison entre ces cas particuliers, que la géographie générale se constitue et, avec elle, des explications sont données concernant la répartition des phénomènes physiques ou humains. Ces explications sont génétiques ou fonctionnalistes.
La géographie classique fuit les modèles théoriques car ils sont alors envisagés comme incapables de représenter la réalité. La géographie classique a donc pour objet l'étude des faits complexes, inscrit dans les particularités des territoires étudiés.

### Les outils de la géographie classique
Les outils et les méthodes sont au centre de la géographie classique en ce sens qu'ils ont servi à définir la discipline, ce qui est à l'origine de la confusion outil-discipline. Dans cette conception, il y a équivalence entre l'espace vu comme une réalité objective et les outils quels qu'ils soient (paysage, terrain, cartes, photographies…), considérés comme contenant le savoir géographique. Il en découle que la géographie est une science d'observation qui sert à dévoiler le réel ou ses représentations.
L'activité du géographe se limite à la perception des objets géographiques et à leur compréhension, l'explication étant contenue dans l'objet lui-même. Les activités sont donc de deux ordres : reconnaissance dans le paysage de catégories d'objets préformées à partir de typologies antérieures et abstraction par induction. La description de l'outil a valeur d'explication du réel.

## La Nouvelle Géographie
Les courants de la Nouvelle Géographie ont tous en commun la transversalité de la démarche : une démarche déductive, à l'instar des sciences sociales et des sciences dites dures. Même si les outils utilisés par ces courants sont différents, ils servent tous à la confrontation modèle/réel, autorisant une interprétation de l'espace. Il n'y a pas de confusion avec la discipline ; les outils servent au travail géographique, dont l'objectif est la construction de la connaissance.
La nouvelle géographie émerge dans les pays anglo-saxons. Cette géographie est encouragée par le développement de l’informatique et l’introduction des premiers ordinateurs dans les laboratoires des recherches. Mais ils empruntent aussi à l’économie spatiale et à la science régionale alors en plein renouveau. À l’approche descriptive, il s’oppose un effort de modélisation destiné à mettre au jour les lois de l’organisation spatiale.

### Une démarche hypothético-déductive
L'objectif général est la recherche de régularités dans l’organisation de l'espace. Le point de départ pour tout problème posé est la formulation d'une théorie explicative fondée sur des postulats ou des axiomes. Les conséquences théoriques sont recherchées par déduction et un modèle explicatif est proposé. Une phase de confrontation/vérification du modèle au réel permet soit de vérifier une bonne concordance modèle/réel et d'énoncer une loi générale qui répondrait au problème, soit de repérer des écarts et de proposer une modification du modèle pour intégrer ces écarts. Mais les résultats peuvent également infirmer le modèle; dans ce cas, un retour sur les hypothèses est nécessaire et la démarche recommencée.
D'idiographique, la géographie devient nomothétique. La démarche, d'inductive, devient déductive. La confrontation modèle/réel passe plutôt par l'utilisation de données quantitatives, sauf pour la géographie comportementale qui s'appuie davantage sur des données qualitatives.

### Les outils associés
Les outils associés aux travaux des géographes s'inscrivant dans les divers courants de la Nouvelle Géographie ont en commun de servir à la vérification de hypothèses autorisant une interprétation de l'espace. Il n'y a pas de confusion entre outil et discipline. Les outils de la géographie (paysage, terrain, photographie…) permettent d'interroger l'espace en se fondant sur ce qui a du sens afin de construire une interprétation de cet espace. L'outil n'est pas l'objet du savoir, mais l'objet du travail géographique permettant de construire le savoir.
Dans le cadre d'un modèle théorique, des hypothèses, des questionnements s'enclenchent à partir de ce qui a du sens, ou de ce qui interpelle. Si l'outil permet la production d'explication, ce ne sera pas à partir de lui-même, mais des interrogations qui lui auront été faites. Il en résulte la création d'un schéma interprétatif de l'espace qui confirme le modèle théorique sous-jacent à la production d'hypothèses de départ. Dans le cas contraire, de nouvelles hypothèses sont formulées, de nouveaux outils convoqués, pour vérifier celles-ci.

## Divisions au sein de la discipline
Chacune des géographies est porteuse d'idéologie : la géographie classique, toujours à la recherche d'une impossible objectivité, a du mal à l'accepter tandis que, pour les divers courants de la Nouvelle Géographie, la géographie, comme toute science, est une construction mentale fondée sur des idéologies.
Il existe en géographie des grands clivages.
| La géographie comme science nomothétique                                         | La géographie comme science idiographique                                      |
| -------------------------------------------------------------------------------- | ------------------------------------------------------------------------------ |
| étude des similarités, de l'ordre dans le processus et de l'unité des phénomènes | étude descriptive des différences, des originalités régionales et de l'unicité |
| Étude des mécanismes spatiaux généraux, géographie générale, analyse spatiale    | Étude des spécificités régionales, géographie régionale                        |

| géographie physique                                                  | géographie humaine et sociale                                                                 |
| -------------------------------------------------------------------- | --------------------------------------------------------------------------------------------- |
| ...                                                                  | ...                                                                                           |
| climatologie, hydrologie, géologie, géomorphologie, biogéographie... | géographie des populations, démographie, géoéconomie, géopolitique, urbanisme, aménagement... |